# Homoeogryllus indicus
Homoeogryllus indicus är en insektsart som beskrevs av Agarwal och K.M. Sinha 1988. Homoeogryllus indicus ingår i släktet Homoeogryllus och familjen syrsor. Inga underarter finns listade i Catalogue of Life.